# Solenne Figuès
Solenne Figuès, épouse de Sainte Marie, née le 6 juin 1979 à Villepinte, est une nageuse française.

## Biographie
En équipe de France depuis 1995, elle participe aux Jeux olympiques d'été de 1996 puis de 2000. En 2000, elle obtient sa première médaille, le bronze, lors des Championnats d'Europe d'Helsinki avec le relais 4 × 200 m nage libre.
Puis elle obtient une médaille de bronze aux Jeux olympiques d'été de 2004 à Athènes avant de grimper enfin sur la plus haute marche du podium, lors des Championnats du monde de natation 2005 à Montréal, où elle obtient la médaille d'or sur 200 m nage libre.
En parallèle de sa carrière sportive, elle a poursuivi avec succès des études de kinésithérapie, métier qu'elle a exercé aux hôpitaux de Toulouse avant de partir en Nouvelle-Calédonie où elle s'est spécialisée dans la kinésithérapie du sport en s'occupant des meilleurs sportifs calédoniens. 
Elle a été liée pendant 8 ans au groupe Décathlon. 
Elle a créé le centre médical Sport-Santé, Bien-être "SANTEO" situé à Nouméa en Nouvelle-Calédonie .

## Palmarès

### Jeux olympiques d'été
- médaille de bronze sur 200 m nage libre aux Jeux olympiques 2004 à Athènes

### Championnats du monde
- médaille d'or sur 200 m nage libre en 2005

### Championnats d'Europe
- médaille d'or sur le relais 4 × 100 m nage libre en 2004 à Madrid
- médaille d'argent sur le 200 m nage libre en 2004
- médaille d'argent sur le relais 4 × 200 m nage libre en 2004
- médaille d'argent sur 200 m nage libre aux Championnats d'Europe petit bassin 2001 à Anvers
- médaille d'argent sur 200 m nage libre aux Championnats d'Europe petit bassin 2002 à Riesa
- médaille de bronze sur le relais 4 × 200 m nage libre en 2000 à Helsinki

### Autres
- médaille d'or aux Jeux méditerranéens 1997
- 20 titres individuels de championne de France

## Œuvres caritatives
Elle a créé une association contre la mucoviscidose.
Elle est présidente d'une association pour les masseurs-kinésithérapeutes du sport.

## Distinctions
- Chevalier de l'ordre national du Mérite (décret du 24 septembre 2004)